# W79 (核砲弾)
W79はアメリカ合衆国が開発した核砲弾。203mm榴弾砲用のものである。550発が生産された。

## 概要
203mm（8インチ）榴弾砲から発射する核砲弾として開発された。長さは44インチ、重量は200ポンド。W33 203mm核砲弾(1957年開発)の後継として開発されていたW75が1973年に開発中止となっていた。その後、より威力を限定し、戦術使用における有用性を増した核砲弾として1975年から開発されたのがW79である。地上発射式戦術核兵器の配備中止方針により1992年に退役している。
mod0は中性子弾頭であり、mod1が純核分裂弾頭であった。核出力は可変式で0.1-1.1kt(mod0)、0.1-0.8kt(mod1)である。サイズは直径8インチ、長さ44インチ、重量200ポンド。プライマリー部は線形爆縮方式であり、核物質にはプルトニウムを用いていた。